# Reiner Hartmann
Reiner Hartmann (* 18. April 1958 in Frankfurt am Main; † 17. April 2003 in Fort Lauderdale) war ein deutscher Profiboxer im Schwergewicht.

## Amateurkarriere
Hartmann begann mit dem Boxen bei Eintracht Frankfurt, später boxte er für den CSC Frankfurt. 1979 wurde er Deutscher Amateurmeister im Schwergewicht und nahm dann erfolglos an den Europameisterschaften 1979 in Köln teil.

## Profikarriere
1980 wurde Hartmann im Alter von 22 Jahren Profi. Er siedelte in die USA über, trainierte in Miami bei Angelo Dundee und absolvierte dort seine ersten zwölf Profikämpfe. In dieser Zeit war er auch Sparringspartner von Muhammad Ali. Dort lernte er auch seine spätere Frau Jaqueline kennen.
1981 erlitt er gegen Dorcey Gaymon seine erste Niederlage als Profi. In seinem dreizehnten Profikampf trat er im September 1982 in Frankfurt gegen den Deutschen Meister Bernd August an und verlor durch technischen KO in der achten Runde. Er kehrte zurück in die USA und stellte sich im nächsten Kampf erneut Gaymon und siegte diesmal nach Punkten. Im November 1983 kam es auch zum Rückkampf mit August, den er ebenfalls gewinnen konnte.
Er verteidigte den gewonnenen Deutschen Meistertitel ein Mal, bevor er ihn im Mai 1985 an Charly Graf abgeben musste. Nach einer Augenbrauenverletzung wurde der Kampf vom Ringrichter in der siebten Runde umstritten abgebrochen. Hartmann lag zu diesem Zeitpunkt auf den Punktzetteln vorn, die Sympathien des Publikums lagen aber bei seinem Gegner. Im Revanchekampf gegen Graf drei Monate später gab es ein wiederum kontroverses Unentschieden. Anschließend verlor er vorzeitig gegen den Ex-Europameister und späteren WM-Herausforderer Steffen Tangstad aus Norwegen durch K. o. in Runde 7.
Sein nächster Kampf sollte 1986 ein Titelkampf gegen den Graf-Bezwinger Thomas Classen sein. Aufgrund von Spannungen mit seiner Ehefrau sagte er den Kampf jedoch ab, kehrte in die USA zurück und beendete seine Laufbahn.

## Nach dem Boxen
Hartmann arbeitete nach seiner Karriere als Vertreter für Sonnenbrillen und lebte mit seiner Frau und zwei Töchtern in Fort Lauderdale. Im Jahr 2002 trennte er sich von seiner Frau. Am 17. April 2003 erschoss sich Reiner Hartmann im Haus seiner Freundin.